# فهرست فرودگاه‌های بحرین
این مقاله، شامل فهرست فرودگاه‌های بحرین است که بر پایهٔ مکان قرارگیری آن‌ها مرتب شده‌است.

## فرودگاه‌ها
| شهر                   | ایکائو | یاتا | نام فرودگاه             | مختصات                                                         |
| Civil Airports        |        |      |                         |                                                                |
| منامه / محرق (بحرین)  | OBBI   | BAH  | فرودگاه بین‌المللی بحرین | ۲۶°۱۶′۱۵″ شمالی ۰۵۰°۳۸′۰۱″ شرقی / ۲۶٫۲۷۰۸۳°شمالی ۵۰٫۶۳۳۶۱°شرقی |
| فرودگاه‌های نظامی      |        |      |                         |                                                                |
| پایگاه هوایی شیخ عیسی | OBBS   |      | پایگاه هوایی شیخ عیسی   | ۲۵°۵۵′۰۶″ شمالی ۰۵۰°۳۵′۲۶″ شرقی / ۲۵٫۹۱۸۳۳°شمالی ۵۰٫۵۹۰۵۶°شرقی |
| بر صخیر               | OBKH   |      | Bahrain SAKHIR AIRBASE  |                                                                |